# Xian JH-7
Die Xian JH-7 (NATO-Codename: „Flounder“) ist ein zweistrahliger chinesischer Jagdbomber des Herstellers Xi’an Aircraft. Sie war das erste chinesische Kampfflugzeug, welches nicht auf ein sowjetisches Vorbild zurückging. Die JH-7 ist auch unter dem Namen FBC-1 Flying Leopard bekannt.

## Geschichte
Mitte der 1980er Jahre suchte man in China nach einer Ablösung für die Harbin H-5 und Nanchang Q-5. So entwickelte man die JH-7, welche am 14. Dezember 1988 zum ersten Mal flog. Das Flugzeug war als Mehrzweckkampfflugzeug konzipiert und sollte sowohl die Anforderungen der Marineflieger als auch die der Luftwaffe erfüllen. Da die Maschine aber die Anforderungen der Luftwaffe nicht erfüllte, wurden von dieser ersten Version nur etwa 40 Stück für die Marine gebaut. Nach den Erfolgen der Super Étendard im Falkland-Krieg gab man der Marineversion den Vorzug und verschob die Luftwaffenversion. Diese entwickelte man später in Form der wesentlich überarbeiteten, leichteren und moderneren JH-7A. Als Triebwerk wählte man 1983 das WS-9, einen Lizenzbau des Rolls-Royce RB.168 Spey Mk202. Der Erstflug der JH-7A fand am 1. Juli 2002 statt. Das Cockpit ist mit Multifunktionsbildschirmen (MFD) ausgerüstet und das Puls-Doppler-Radar erlaubt den Einsatz von laser-, TV- und radargelenkten Präzisionswaffen. 2004 bis 2009 wurden etwa 100 Maschinen an Marine und Luftwaffe ausgeliefert. Insgesamt wurden 114 Maschinen gebaut.

## Technische Daten
Die JH-7A ist ein zweisitziger, zweistrahliger Schulterdecker mit seitlichen Lufteinläufen und Tandemanordnung der Besatzung. Die Tragflächen sind zwischen 55° (im inneren Bereich) und 45° gepfeilt und weisen einen Grenzschichtzaun auf, der bei der JH-7A wieder entfiel. Am Ende des Rumpfes sind vier Luftbremsen, unterhalb der beiden Triebwerke jeweils eine Stabilisierungsflosse (JH-7A/EloKa: ein zentraler Falschkiel) sowie ein Behälter für den Bremsschirm angebracht. Haupt- und Bugfahrwerk sind mit Zwillingsrädern ausgestattet, was auf die Möglichkeit hindeutet, von unbefestigten Pisten aus operieren zu können. Das Hauptfahrwerk wird nach vorn eingezogen. Gesteuert wird die Maschine durch ein Fly-by-Wire-System des Typs KF-1, welches bei der JH-7A weiter verbessert wurde.
| Kenngröße             | Daten der JH-7                                                                         |
| --------------------- | -------------------------------------------------------------------------------------- |
| Besatzung             | 2                                                                                      |
| Länge                 | 21,02 m (22,32 m mit Pitotrohr)                                                        |
| Spannweite            | 12,80 m                                                                                |
| Höhe                  | 6,22 m                                                                                 |
| Leermasse             | 14.500 kg                                                                              |
| max. Startmasse       | 28.475 kg                                                                              |
| Höchstgeschwindigkeit | 1.808 km/h (auf 10.975 m Flughöhe)                                                     |
| Dienstgipfelhöhe      | 16.000 m                                                                               |
| Einsatzradius         | 1.759 km                                                                               |
| Reichweite            | ca. 3.700 km                                                                           |
| Triebwerke            | zwei XAE WS-9 Qingling-Mantelstromtriebwerke                                           |
| Schubkraft            | - mit Nachbrenner: 2 × 91,26 kN - ohne Nachbrenner: 2 × 54,29 kN                       |
| Bewaffnung            | - eine 23-mm-Zwillingskanone Typ 23-III - bis zu 6.500 kg Außenlasten an elf Stationen |